# Giuseppe Ghio
Giuseppe Ghio (né à Palerme le 20 août 1818, mort à Naples le 24 janvier 1875) est un général du royaume des Deux-Siciles qui poursuit sa carrière dans l'armée royale italienne en 1860 après l'unification de l'Italie.

## Biographie
Giuseppe Ghio a pour origine une famille de tradition proche des Bourbons. Giuseppe est le petit-fils de Rosa Baccher, dont les frères participèrent au complot dénoncé par Luisa Sanfelice, qui inspira l’œuvre d'Alexandre Dumas, La San-Felice, 1863. Giuseppe, fréquente le collège militaire de la Nunziatella. À la fin de ses études, il entreprend la carrière militaire.
Ghio est nommé capitaine des Cacciatori le 1er mars 1840. En 1857, il est lieutenant colonel et commande les troupes qui battent à Padula les « Trecento » (les trois cents), les révolutionnaires emmenés par Pisacane et Nicotera. Promu général, il commande l'armée des Bourbons qui, forte de plus de dix mille hommes et douze canons, le 30 août 1860 à Soveria Mannelli, se rend sans combattre aux volontaires calabrais de Garibaldi emmenés par Stocco,,.
En septembre 1860, après la reddition de Soveria Mannelli, Garibaldi le nomme commandant du château Sant'Elmo, la place forte de Naples. Cette nomination suscite des vives protestations de la part des mazziniens à cause du rôle dévolu par Ghio dans la mort de Pisacane. À la suite des polémiques, en novembre 1860, Ghio quitte l'armée. En raison des modalités de la reddition de Soveria Mannelli et de son incorporation dans l'armée piémontaise, Giuseppe Ghio est accusé de trahison par les fidèles de la monarchie des Bourbons. Il meurt de mort violente dans la localité de Ponti Rossi à Naples.

## Sources
- (it) Cet article est partiellement ou en totalité issu de l’article de Wikipédia en italien intitulé « Giuseppe Ghio » (voir la liste des auteurs).